# Патентная аналитика
Патентная аналитика — семейство методов и инструментов для изучения информации, содержащейся в патентах и связанной с ними, как основной формой интеллектуальной собственности. Хотя патентная аналитика традиционно проводится с использованием методов анализа данных на основе электронных таблиц, в области интеллектуальной собственности наблюдается всплеск доступности программных средств анализа патентов и патентной визуализации. 
Структура затрат на большинство инструментов патентного анализа варьируется от бизнес-моделей freemium да годовых подписок.